# Murjek
Murjek (lulesamiska: Muorjek) är en ort i Vuollerims distrikt (Jokkmokks socken) i Jokkmokks kommun. Orten utgjorde 1960-1980 en tätort och 1990-2010 en småort men är sedan småortsavgränsningen 2015 ingen småort då befolkningen minskat till under 50 personer. Befolkningen var 44 personer den 31 december 2015 inom gränserna som småorten omfattade 2010.

## Samhället
Murjek är centralt beläget i Norrbottens län och är Jokkmokks kommuns enda stationsort vid Malmbanan. I stationshuset finns det postservice och en liten affär. På orten finns Murjeks kyrka. 
I byns före detta lärarseminarium, verksamt här 1904-1934 bedriver Murjeks hembygdsförening en hembygdsgård med servering och vandrarhem där det också finns campingplatser och stugor till uthyrning. På hembygdsgården finns ett mindre bibliotek och ett skolmuseum. Lärarseminariet flyttades till Murjek från Mattisudden 1904 och utbildade småskolelärarinnor. Seminariebyggnaden är inte bara ett museum, utan rymmer också en restaurang och en lokal för hemsamariter.

## Kommunikationer
Murjeks järnvägsstation, den enda i Jokkmokks kommun vid Malmbanan, har tågförbindelser till Narvik, Kiruna, Luleå och med nattåg till Stockholm. Stationshuset är i privat ägo. Trafikverket rustade under 2018 upp plattformen.
Det finns bussförbindelse till Jokkmokk och under sommartid även till Kvikkjokk.

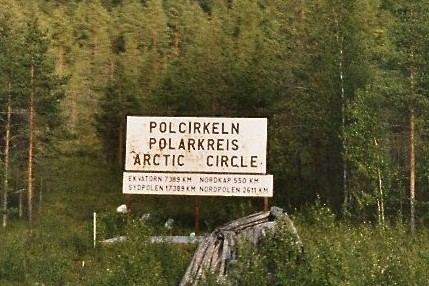
Markering av norra polcirkeln i Murjek

## Befolkningsutveckling
| Befolkningsutvecklingen i Murjek 1920–2010                                                                                | Befolkningsutvecklingen i Murjek 1920–2010 | Befolkningsutvecklingen i Murjek 1920–2010 | Befolkningsutvecklingen i Murjek 1920–2010 | Befolkningsutvecklingen i Murjek 1920–2010 |
| --- | ------------------------------------------ | ------------------------------------------ | ------------------------------------------ | ------------------------------------------ |
| |                                            |                                            |                                            |                                            |
| År |                                            |                                            | Folkmängd                                  | Areal (ha)                                 |
| 1920 | 1920                                       |                                            | 400                                        | ##                                         |
| 1930 | 1930                                       |                                            | 340                                        | ##                                         |
| 1935 | 1935                                       |                                            | 450                                        | ##                                         |
| 1940 | 1940                                       |                                            | 420                                        | ##                                         |
| 1945 | 1945                                       |                                            | 444                                        | ##                                         |
| 1950 | 1950                                       |                                            | 418                                        | ##                                         |
| 1960 | 1960                                       |                                            | 460                                        | 77                                         |
| 1965 | 1965                                       |                                            | 412                                        | 72                                         |
| 1970 | 1970                                       |                                            | 314                                        | 72                                         |
| 1975 | 1975                                       |                                            | 244                                        | 60                                         |
| 1980 | 1980                                       |                                            | 214                                        | 67                                         |
| 1990 | 1990                                       |                                            | 152                                        | 37#                                        |
| 1995 | 1995                                       |                                            | 134                                        | 67#                                        |
| 2000 | 2000                                       |                                            | 103                                        | 67#                                        |
| 2005 | 2005                                       |                                            | 83                                         | 66#                                        |
| 2010 | 2010                                       |                                            | 51                                         | 66#                                        |
| Anm.: Upphörde som tätort 1990. Upphörde som småort 2015. ## Som tätort/befolkningsagglomeration 1920–1950. # Som småort. |                                            |                                            |                                            |                                            |